# Majarcă albă

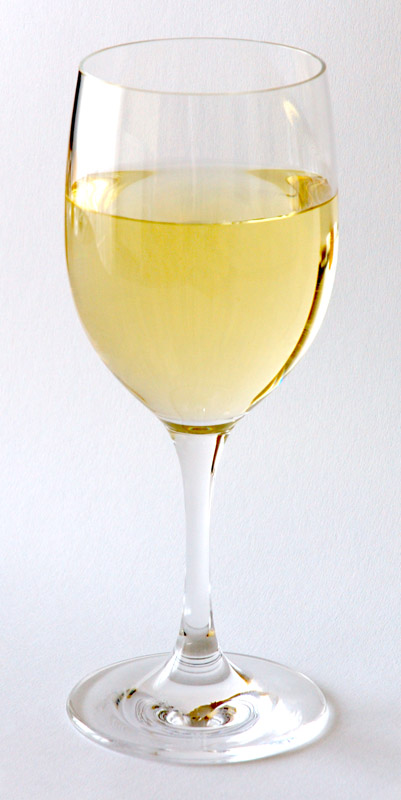
Majarcă albă

Majarca albă este un soi de vin alb originar din Banat sau, după unele păreri, din Serbia. Suficient de acid și cu o aromă particulară, vinul Majarcă albă nu necesită învechire și se consumă în primul an, cel mult în al doilea. Tăria acestuia oscilează în jurul unui nivel de 10°. Poate fi asociat cu succes în cupaje.

## Istorie
Cultivat de la începuturi pe meleagurile însorite ale Banatului istoric (cuprins intre Carpații Meridionali, Dunăre, Tisa și Mureș), Majarca albă a contribuit, alături de alte soiuri, la crearea în timp a renumelui unor centre viticole ale locului. Data "nașterii" soiului Majarcă albă nu este încă stabilită, dar se crede a fi foarte veche, dacă ne gândim că viticultura se practică în Banat din timpuri îndepărtate, ca, de altfel, în toate teritoriile românești.
Cultivat în Banat,soiul Majarcă albă a avut în decursul timpului multe sinonime dintre care enumerăm: Slankamenka în limba sârbă, Feher Szlankamenka în limba maghiară, Slankamenka Weiss în germană.

## Descriere
Majarca albă este puțin pretențioasă în ceea ce privește solul și expoziția. Din această cauză se găsește plantat pe terenuri nisipoase. Din strugurii soiului Majarcă albă se obțin vinuri seci curente de masă, ușoare și plăcute la gust. Sunt vinuri răcoritoare, așa zise "vinuri de cursă lungă". Ele, în general, sunt destul de alcoolice, de 10, 11 și chiar 12 °, fructuoase, suficient de acide, având o aromă particulară, discretă, caracteristică soiului. Nu se pretează la învechire, sunt bune a se consuma în primul an, cel mult în anul al doilea.
Vinul se consumă la 8 - 10 °C și se servește la mâncăruri pe bază de pește sau fructe de mare, dar se poate consuma cu succes și alături de carne de pasăre, în special grătar. Majarca albă o întâlnim cultivată de exemplu în centrul viticol de la Teremia, alături de soiurile Creață de Banat și Steinschiller roz.